# Aljs Vignudelli
Aljs Vignudelli (Bologna, 19 febbraio 1948) è un giurista italiano, professore emerito di diritto costituzionale all’Università di Modena e Reggio-Emilia.

## Biografia
Si è laureato in Giurisprudenza con una tesi in diritto amministrativo (relatori Renato Alessi e Fabio Alberto Roversi Monaco) presso l’Università degli Studi di Bologna, dove ha iniziato il suo percorso accademico fin dagli anni Settanta con Fabio A. Roversi Monaco e Giuseppe de Vergottini, per poi collaborare stabilmente col suo Maestro Sergio Fois, poi titolare della prima cattedra di Diritto costituzionale nella Facoltà di Giurisprudenza dell’Università degli Studi di Roma "La Sapienza".
Dopo aver insegnato Diritto della Comunicazione e dell’Informazione al Centro Europeo Studi Aziendali della Confindustria di Bologna e Disciplina giuridica della Pubblicità e Legislazione pubblicitaria alla Libera Università Indipendente di Studi Sociali (LUISS) di Roma, in qualità di professore ordinario è stato docente di Diritto Costituzionale nella Facoltà di Giurisprudenza dell’Università degli Studi di Sassari (dal 1990 al 1994) e poi nella Facoltà di Giurisprudenza dell’Università degli Studi di Modena e Reggio Emilia (dal 1995  al 2018), dove è stato anche Direttore del Corso di Dottorato in Scienze Giuridiche “La cultura giuridica europea dell’impresa e delle istituzioni” ( … ).
È membro dell’Accademia degli Incamminati di Modigliana e dell’Accademia Nazionale di Scienze Lettere e Arti di Modena.

## Attività
Negli anni Ottanta ha assistito, insieme con altri esperti, l’On. Aldo Bozzi, presidente dell’omonima Commissione parlamentare per le riforme costituzionali, nello studio e nella predisposizione dei materiali per il dibattito sulle riforme costituzionali; è stato vice-presidente di Efimservizi S.p.A., che svolgeva attività di servizio e coordinamento per l’ottimizzazione dell’immagine istituzionale della Holding Efim a livello internazionale; è stato per quattro mandati (dal 1995 al 1998) componente del Comitato regionale per il servizio radiotelevisivo Emilia-Romagna, ricoprendo pure il ruolo di vice-presidente; è stato componente dell’Osservatorio sulla comunicazione della Regione Emilia-Romagna; è stato Responsabile Nazionale per le Questioni Istituzionali della Confartigianato (dal 1990 al 2001), ricoprendo anche il ruolo di Direttore Editoriale de Impresa Artigiana; è stato presidente di Fondartigiani (Fondo nazionale pensioni integrative, costituito unitariamente da tutte le Organizzazioni italiane dell’artigianato); ha fatto parte per tre mandati del Comitato Scientifico dell’Agenzia per la promozione di studi di economia e lavoro (ECOL), sotto le presidenze Callieri, Guidi e Spallanzani; è stato presidente dell’Istituto Comunicazione di Massa (ISCOM); è stato presidente del Centro Agro Alimentare Bologna (CAAB Scpa) alla cui attività si devono il futuro Business park di Bologna.
È direttore della Rivista "Lo Stato" presso Mucchi editore, per il quale cura anche le collane “Piccole Conferenze”, “Il poggiolo dei Medardi” e “Quaderni dello Stato”. Da venticinque anni, col marchio “Seminari Mutinensi” svolge attività di organizzazione e promozione culturale, istituzionalizzata con la fondazione nel 2016 dell’omonima Associazione da lui attualmente presieduta. Impegno, questo, che si è tradotto, tra l’altro, nei tre volumi contenenti gli atti dei nove convegni nazionali dell’iniziativa “Istituzioni e dinamiche del diritto” (Istituzioni e dinamiche del diritto. Multiculturalismo, Comunicazione, Federalismo, Torino, Giappichelli, 2005; Istituzioni e dinamiche del diritto. Mercato, Istituzioni, Diritti, Torino, Giappichelli, 2006; Istituzioni e dinamiche del diritto. I confini mobili della separazione dei poteri, Milano, Giuffrè, 2009) e nei tre libri pubblicati dall’editore Mucchi di Modena nel 2011, nel 2012 e nel 2014 che raccolgono le lezioni magistrali tenute per tre anni accademici consecutivi all’interno del suo corso dai principali costituzionalisti italiani.
Dal 2013 al 2017, con il progetto Cinema e Costituzione ha coinvolto nei suoi corsi universitari importanti costituzionalisti italiani al commento dei grandi temi del diritto.
Nel 2016 ha organizzato presso l'università UNIMORE i lavori del XXXII Convegno annuale Nazionale AIC con il convegno "Democrazia, oggi".
Ha collaborato, oltre che con le riviste di settore, con "il Sole 24 ore", "Mondo Economico", "Stato e Comunicazione", "Scienza e Vita", "Umus", "Pubblica Amministrazione oggi", "Amministratore e Manager", "Gea", "Satellite", "Europa-Forum", "Equilibri"; è stato componente del Comitato scientifico di Italia Oggi dal 1992.

## Opere
Autore di un Manuale di Diritto costituzionale giunto ormai alla settima edizione, nella sua ampia produzione scientifica ha toccato alcuni fra i principali temi del diritto costituzionale e della teoria del diritto contemporanei. In particolare, si è interessato delle questioni connesse alla sfera dell’informazione/comunicazione (si segnalano, in proposito, Aspetti giurispubblicistici della comunicazione pubblicitaria, (Rimini, Maggioli, 1983), Il diritto della Sibilla: informarsi od essere informati?, (Rimini, Maggioli, 1993, ISBN 8838791139, nonché l’opera collettanea a sua cura La comunicazione pubblica: inquadramento fenomenologico, profili generali, elementi di diritto costituzionale, (Rimini, Maggioli, 1992) e, insieme con Sergio Fois, il Codice dell’informazione e della comunicazione, Rimini, Maggioli, 1986), del fenomeno del consumo (Il rapporto di consumo. Profili di rilievo costituzionale, Rimini, Maggioli, 1984) e dei profili relativi al ruolo ed alle funzioni della Corte costituzionale (La Corte delle leggi, Rimini, Maggioli, 1988, ISBN 8838794111. Negli ultimi decenni si è dedicato alla problematica dell’interpretazione giuridica a partire dalla monografia Interpretazione e Costituzione, alla quale hanno fatto seguito numerosi scritti ulteriori ora raccolti nei due tomi di Il vaso di Pandora. Scritti sull’interpretazione.

## Pubblicazioni
- A. Vignudelli, Corte costituzionale e diritto successorio, materiali per un bilancio, in Riv. trim. dir. e proc. civ., 1978, vol. 2, p. 873. ISSN 0391-1896
- A. Vignudelli, Radiotelevisione fra legislazione, giurisprudenza, dottrina, Bologna, Cappelli Editore, 1979.
- A. Vignudelli, P. Zanelli - Introduzione a Legge per l'editoria: un anno dopo, numero monografico di Comunicazione di massa, Milano, Sugarco Edizioni, 1982, p. 107.
- A. Vignudelli, Interventi provvisori e dibattito precedente la legge di riforma in Aa.Vv., La riforma dell'Editoria, Venezia, Marsilio, 1982, p. 29.
- A. Vignudelli, Alcune note sulla comunicazione pubblicitaria nelle radioteleemissioni, in Giurisprudenza Italiana, 1983, vol. 12, 421. ISSN 1125-3029
- A. Vignudelli, A. Monaco, M. Bernardini, Libertà di antenna, aspetti tecnici e giuridici della emittenza radiotelevisiva, Rimini, Maggioli, 1986. ISBN 883879880X
- A. Vignudelli, - Comunicazione pubblica e utenza radiotelevisiva, in Il diritto dell'informazione e dell'informatica, 1993, vol. 4/5, p. 841. ISSN 1593-5795
- A. Vignudelli, Diritto ad essere informati e comunicazione pubblica, in Aa.Vv., Scritti in memoria di Aldo Piras, Milano, A. Giuffrè, 1996, p. 605. ISBN 9788814056635
- A. Vignudelli, Democrazia ed informazione tra servizio pubblico e mercato, in Aa.Vv., Scritti in onore di Serio Galeotti, Milano, A. Giuffré, 1998, vol. II, p.1531. ISBN 8814067147
- A. Vignudelli, - Libertà di manifestazione del pensiero, telediffusione e principio d'uguaglianza, in Aa.Vv., Studi in onore di Leopoldo Elia, Milano, A. Giuffré, 1999, vol. II, 1679. ISBN 8814070512
- A. Vignudelli, Costituzione economica ed economia governata, in AA.VV., Ripensare il 1948: Politica, economia, società e cultura, Il lavoro editoriale, Ancona, 2000, p. 237. ISBN 9788876632969
- A. Vignudelli, Enigmistica interpretativa od interpretazione chiromantica? (ovvero: norma positiva tra Machiavelli, ninfa Egeria e damnatio memoriæ), in Nomos, Le attualità nel diritto, 2004, vol. 2, p. 225. ISSN 1120-298X
- A. Vignudelli, Sulla forza del Trattato costituzionale europeo, in Quaderni costituzionali, Editrice il Mulino, Bologna, 2005, vol. 1, p. 159. ISSN 0392-6664
- A. Vignudelli, Multiculturalismo e sviluppo della società italiana. (Dallo Stato pluriclasse allo Stato monomorfo), in Istituzioni e dinamiche del diritto. Multiculturalismo, Comunicazione, Federalismo, Giappichelli, Torino, 2005, p. 3. e in Costituzionalismo.it, 2005, vol. VIII, p. 262. ISSN 1720-4526
- A. Vignudelli, La disciplina della finanza di progetto dopo la riforma del Titolo V della Costituzione, in Diritto amministrativo, 2005, vol. 3, p. 487 ISSN 1720-4526.
- A. Vignudelli, L'"ingeniosa" Corte di Munchhausen, in Quaderni costituzionali, Editrice il Mulino, Bologna, 2005, vol. 4 - p. 864. ISSN 0392-6664
- A. Vignudelli, Genesi fenomenologica della comunicazione pubblica: dallo Stato autoritario secretante alla trasparenza dello Stato democratico, in Il diritto dell'informazione e dell'informatica, 2005, vol. 2, p. 237. ISSN 1593-5795
- A. Vignudelli, Genesi fenomenologica della comunicazione pubblica: dallo Stato autoritario "secretante" alla "trasparenza" dello Stato democratico, in Istituzioni e dinamiche del diritto: multiculturalismo, comunicazione pubblica, federalismo, Giappichelli, Torino, 2005, p. 171. ISDN 9788834854341
- A. Vignudelli, Sulla separazione dei poteri nel diritto vigente, in Diritto e società, Cedam, Padova, 2006, vol. 4, p. 657. ISSN 0391-7428
- A. Vignudelli, Sui chierici dell'isola di Balnibarbi, in Quaderni costituzionali, 2006, vol. 1, p. 132. ISSN 0392-6664
- A. Vignudelli, Nuovi diritti e vecchie tutele nella Costituzione economica. Diritti attraverso il mercato e diritti verso il mercato, in Istituzioni e dinamiche del diritto. Mercato, Amministrazione, Diritti, Giappichelli, Torino, 2006, p. 327. ISBN 8834866037
- A. Vignudelli - Economia senza amministrazione o tecnopolitica del mercato? (Amministrazione del mercato ed amministrazione nel mercato - Modena - 10 febbraio 2006) (Istituzioni e dinamiche del diritto: Mercato,Amministrazione, Diritti ) Giappichelli,Torino ITA  - pp. da 179 a 192 ISBN 8834866037
- A. Vignudelli, Economia senza amministrazione o tecnopolitica del mercato? in Federalismi.it, 2006, vol. VII.
- A. Vignudelli, Dall'oikonomia neoclassica alla lex mercatoria della globalizzazione, in Istituzioni e dinamiche del diritto. Mercato, Amministrazione, Diritti, Giappichelli, Torino, 2006, p. 3. ISBN 8834866037
- A. Vignudelli, Istituzioni e dinamiche del diritto: i confini mobili della separazione dei poteri. (Giuffré Milano, 2009) - pp. da 1 a 612 ISBN 9788814145605
- A.  Vignudelli, «Indipendenza» o «irresponsabilità»: Hamlet or Homelet? in Quaderni costituzionali, 2010,  vol. 3, p. 618. ISSN 0392-6664
- A. Vignudelli, (a cura di), A. V., Lezioni magistrali di diritto costituzionale, Mucchi, Modena, 2011 ISBN 978-88-7000-540-0, 2012 ISBN 978-88-7000-565-3, 2014 ISBN 978-88-7000-631-5
- A. Vignudelli, Interpreti vs. Legislatore. La contesa del primato sulla produzione del diritto alla luce della Carta costituzionale Repubblicana, in Rassegna parlamentare, ISLE, 2012, vol. 3, p. 541. ISSN 0486-0373
- A. Vignudelli, Il “pluralismo dei valori” dalla riflessione metaetica ai bilanciamenti delle richter-divisionen in Aa.Vv.,  Studi in onore di Aldo Loiodice, Bari, Cacucci Editore, 2012, p. 121. ISBN 978-88-6611-141-2
- A. Vignudelli,  Honni soit qui mal y pense. Una prima risposta (e qualche domanda) a Mauro Barberis, in Costituzionalismo.it., 2012, vol. 1.
- A. Vignudelli,  Amicus Plato… Botta e risposta con Mauro Barberis, in Diritto & Questioni Pubbliche,  2012, vol. 12, p. 547. ISSN 1825-0173
- A. Vignudelli, Valori fuori controllo? Per un'analisi costi/benefici d'un topos della letteratura costituzionalistica contemporanea, in Lo Stato, 2013, Mucchi Editore, vol. 1, p. 71. ISSN 2283-6527
- Aljs Vignudelli (2013) - Lo Stato Costituzionale delle libertà come ordinamento azzardato (MUCCHI EDITORE Modena ITA) - pp. da 1 a 80 ISBN 9788870005950
- A. Vignudelli, «Non lo fo' per piacer mio...». Brevi osservazioni (e qualche ulteriore quesito) sull'"insostenibile" avalutatività dell'interpretazione giuridica, in Diritto e Società, 2013, vol. 3, p. 559. ISSN 0391-7428
- A. Vignudelli, M. Barberis, "Nuovi " dialoghi sull'interpretazione, Mucchi Editore, Modena, 2013. ISBN 9788870005967
- A.Vignudelli,  «Rigore è quando l’arbitro fischia»? Ovvero: (anche) con Pino monologo spesso, in Lo Stato, 2014, vol. 2, p. 211. ISSN 2283-6527
- A.Vignudelli, Come un post scriptum "Interpretazione e Costituzione" tra Prequel e Sequel , in Diritto & Questioni Pubbliche, 2014, vol. 14, p. 1013. ISSN 1825-0173
- A.Vignudelli, "Quant'è bella correttezza, che si fugge tuttavia...". Parte prima. Presupposti teorici e metodologici, in Diritto & Questioni Pubbliche, 2016, vol. 16/1, p. 233. ISSN 1825-0173
- A.Vignudelli, "Quant'è bella correttezza, che si fugge tuttavia...". Parte seconda. Dinamica giuridica, in Diritto & Questioni Pubbliche, 2017, vol. 17/1, p. 251. ISSN 1825-0173
- A.Vignudelli, Il fantasma della legalità. Fatti e misfatti della Corte costituzionale tra legge e Costituzione, in Lo Stato, Mucchi Editore, 2017, vol. 7, p. 85. ISSN 2283-6527
- A.Vignudelli, «Why is a raven like a writing desk?». Prove di soluzione per l’enigma delle clausole generali, in Lo Stato, Mucchi Editore, 2017, vol. 8, p. 341. ISSN 2283-6527
- A.Vignudelli, Il vaso di Pandora. Scritti sull’interpretazione, a cura di Federico Pedrini e Luca Vespignani, Modena, Mucchi, 2018, ISBN 9788870007893
- A.Vignudelli, Diritto costituzionale, Torino, Giappichelli, 2021, ISBN 9788892140905